# 米約恩達倫體育會
米約恩達倫體育會（挪威語：Mjøndalen IF，港译“莫達倫”），是挪威米約恩達倫的一支體育會。他們除了足球之外，他們的班迪球球隊亦是非常著名。米約恩達倫曾在1930年代三度奪得挪威盃冠軍，在1970年代曾長期於挪超作賽，1986年更一度取得銀牌，但在1992年因財政問題困擾下返回低組別聯賽作賽。2008年從挪乙升班至挪甲，並於2014年的挪甲奪得第三名，在附加賽從四支球隊脫穎而出之後與該季挪超尾三位的白蘭恩打附加賽決賽，首回合作客已逼和對手，次回合在主場以3:0大勝，成功重返挪超作賽。